# اوبه ۷۷۱۶
سیارک ۷۷۱۶ (به انگلیسی: 7716 Ube، نامگذاری:1996DA3) هفت هزار و هفتصد و شانزدهمین سیارک کشف شده‌است که در ۲۲ فوریه ۱۹۹۶ کشف شد.
قدر مطلق سیارک برابر ۱۳٫۹۰ است.